# استیو تامسون (بازیکن فوتبال، زاده ۱۹۵۵)
استیو تامسون (انگلیسی: Steve Thompson؛ زادهٔ ۲۸ ژوئیهٔ ۱۹۵۵) بازیکن فوتبال اهل بریتانیا است.
از باشگاه‌هایی که در آن بازی کرده‌است می‌توان به باشگاه فوتبال شفیلد یونایتد، باشگاه فوتبال لینکولن سیتی، باشگاه فوتبال بوستون یونایتد، باشگاه فوتبال وورکساپ تاون، باشگاه فوتبال لستر سیتی، باشگاه فوتبال چارلتون اتلتیک، و باشگاه فوتبال لینکولن سیتی اشاره کرد.